# Pinchéaapje
Het pinché-aapje (Saguinus oedipus), ook wel dwerg- of lisztaap of katoentamarin, is een zoogdier uit de familie van de klauwaapjes (Callitrichidae). De wetenschappelijke naam van de soort werd in 1758 als Simia oedipus gepubliceerd door Carl Linnaeus. De dieren leven meestal in groepen en worden zo'n 10–13 jaar oud. Hun grootste bedreiging is de mens omdat deze hun leefgebied versnippert. Hierdoor heeft het aapje de status Kritiek.

## Uiterlijk
Het Pinché-aapje is gemakkelijk te herkennen door de grote bos lang wit haar op hun kop. De mannetjes en vrouwtjes zijn even groot en hebben op het eerste gezicht geen uiterlijke verschillen. Hun borst en voorpoten zijn wit, ze hebben een bruine rug, achterpoten en staart (zie afbeelding).

## Leefgebied
Het Pinché-aapje heeft een klein verspreidingsgebied in het noorden van Colombia. Hier leven ze voornamelijk in vochtige tropische bossen en droge loofbossen. Ze bevinden zich meestal hoog in de bomen, maar het kan voorkomen dat ze op de grond tussen de bladeren naar voedsel gaan zoeken.

## Voedsel
In de natuur bestaat het dieet van de pinchéaapjes voornamelijk uit insecten, fruit en plantenextracten als gom, latex en sappen. Daarnaast wil het nog weleens voorkomen dat ze kleine amfibieën of reptielen eten.
In de dierentuin krijgen Pinché-aapjes onder andere fruit en insecten te eten. Ter verrijking wordt regelmatig gom in een boomstammetje gestopt waar de dieren de gom uit kunnen halen. Pinché-aapjes hebben net zoals vele andere diersoorten een belangrijke rol in het behoud van hun leefgebied, de zaden van het fruit dat ze eten is lastig te verteren, hierdoor blijven ze onverteerd in de ontlasting zitten, de zaden krijgen een boost van deze mest en kunnen hierdoor sneller groeien. Hiermee verspreiden ze vele boom- en plantensoorten over hun leefgebied.

## Gedrag
Pinché-aapjes leven in groepen van tien tot twaalf dieren, waarvan één mannetje en één vrouwtje seksueel actief zijn. Alle andere dieren in de groep zijn hun nakomelingen. Zelfs als deze dieren volwassen zijn, vertonen zij in de groep geen seksueel gedrag. Dit wordt onderdrukt via de geurstoffen van de twee seksueel actieve dieren. Deze geurstoffen worden verspreid door met hun genitaliën over de takken te strijken. Als een van de ouders sterft valt de groep uit elkaar. Dan worden namelijk de volwassen dieren van dezelfde sekse als het dier dat gestorven is seksueel actief en gaan met elkaar vechten.

## Voortplanting
Pinché-aapjes zijn monogaam, dit betekent dat zij een paartje voor het leven vormen. De draagtijd is gemiddeld 140 dagen en meestal worden er twee jongen geboren. De paartijd is in september/oktober en februari/maart. Door speciale geurstoffen af te zetten laat het vrouwtje merken dat ze vruchtbaar is. Voor de paring likt het vrouwtje het mannetje in het gezicht. Tijdens de paring rolt ze haar staart op. Een paartje kan twee- à driemaal per jaar twee jongen krijgen. Als het vrouwtje drachtig is, is zij dominant, terwijl normaal het mannetje dominant is. De geboorte vindt 's nacht plaats in een holle boom. De hele groep zorgt voor de jongen. Het vrouwtje draagt de jongen alleen als ze gevoed worden, verder zorgt het mannetje samen met de oudere jongen voor de pasgeboren jongen. De twee oudste nakomelingen blijven meestal zeer lang bij de ouders. De andere jongen verlaten de oudergroep als ze volwassen zijn. Ze zijn dan tussen de 18 en 24 maanden oud.

## Bedreiging en bescherming
Ontbossing is een van de grootste bedreigingen voor de Pinché-aapjes; hun leefgebied is drastisch gekrompen, er is nog ongeveer 5% van hun oorspronkelijke leefgebied over. Tegenwoordig komen de aapjes alleen nog voor in beschermde gebieden en reservaten. Toch worden ze in dit leefgebied nog steeds gevangen door mensen die denken dat ze Pinché-aapjes als huisdier kunnen houden. Dit gebeurt natuurlijk allemaal illegaal, de parkwachters doen dan ook hun best om deze soort te kunnen beschermen. Ook werden in de jaren 1960 en '70 van vorige eeuw de Pinché-aapjes illegaal geëxporteerd naar de Verenigde Staten, waar ze werden gebruikt als proefdier voor medisch onderzoek. Er wordt geschat dat er nog ongeveer 6.000 aapjes leven in het wild. Hiermee wordt de soort met uitsterven bedreigd. 
In 1987 werd Proyecto Tití opgericht om op grote schaal onderzoek te doen naar deze apensoort. Onderzoekers bestudeerden het gedrag, de voortplanting en het dieet van verschillende groepen. Al snel bleek dat de diersoort ook beschermd moest worden, het project werd toen uitgebreid naar een natuurbehoudsorganisatie. Proyecto Tití is op zoek naar een oplossing voor het beschermen van de aapjes en hun leefgebied. Ze proberen dit te bereiken door middel van, veldonderzoek, bosbehoud en educatie.

## Nederland
Je kunt ze ook zelf bewonderen in een aantal Nederlandse dierenparken:
- Artis, Amsterdam
- Diergaarde Blijdorp, Rotterdam
- BestZoo, Best
- Fauna Park Flakkee, Nieuwe-Tonge